# Kerdiret
 (mai 2022).
La mise en forme du texte ne suit pas les recommandations de Wikipédia : il faut le « wikifier ».
Les points d'amélioration suivants sont les cas les plus fréquents :
- Les titres sont pré-formatés par le logiciel. Ils ne sont ni en capitales, ni en gras.
- Le texte ne doit pas être écrit en capitales (les noms de famille non plus), ni en gras, ni en italique, ni en « petit »…
- Le gras n'est utilisé que pour surligner le titre de l'article dans l'introduction, une seule fois.
- L'italique est rarement utilisé : mots en langue étrangère, titres d'œuvres, noms de bateaux, etc.
- Les citations ne sont pas en italique mais en corps de texte normal. Elles sont entourées par des guillemets français : « et ».
- Les listes à puces sont à éviter, des paragraphes rédigés étant largement préférés. Les tableaux sont à réserver à la présentation de données structurées (résultats, etc.).
- Les appels de note de bas de page (petits chiffres en exposant, introduits par l'outil «  Source ») sont à placer entre la fin de phrase et le point final[comme ça].
- Les liens internes (vers d'autres articles de Wikipédia) sont à choisir avec parcimonie. Créez des liens vers des articles approfondissant le sujet. Les termes génériques sans rapport avec le sujet sont à éviter, ainsi que les répétitions de liens vers un même terme.
- Les liens externes sont à placer uniquement dans une section « Liens externes », à la fin de l'article. Ces liens sont à choisir avec parcimonie suivant les règles définies. Si un lien sert de source à l'article, son insertion dans le texte est à faire par les notes de bas de page.
- La présentation des références doit suivre les conventions bibliographiques. Il est recommandé d'utiliser les modèles {{Ouvrage}}, {{Chapitre}}, {{Article}}, {{Lien web}} et/ou {{Bibliographie}}. Le mode d'édition visuel peut mettre en forme automatiquement les références.
- Insérer une infobox (cadre d'informations à droite) n'est pas obligatoire pour parachever la mise en page.

Pour une aide détaillée, merci de consulter Aide:Wikification.
Si vous pensez que ces points ont été résolus, vous pouvez retirer ce bandeau et améliorer la mise en forme d'un autre article.
 (mai 2022).
Si vous disposez d'ouvrages ou d'articles de référence ou si vous connaissez des sites web de qualité traitant du thème abordé ici, merci de compléter l'article en donnant les références utiles à sa vérifiabilité et en les liant à la section « Notes et références ».
Kerdiret (ou Caer-Conhoarn,) est un ancien village de la paroisse de Ploemeur.
Situé aujourd'hui au Nord-Est de la commune de Ploemeur dans le Morbihan, il appartenait jadis au prieuré de Saint-Michel-des-Montagnes.

## Subdivisions
Le village comptait initialement trois tenues :
- celle du village de Kerrivalan ;
- celle du village de Kersollay ou Kerollay ;
- celle du village de Kergrois.

Le nom du village subsiste aujourd'hui dans le nom de la rue qui traverse son emplacement historique : la rue du village de Kerdiret.

## Histoire
En 1037, Huélin, seigneur de Kemenet-Héboé, donna à l'abbaye de Quimperlé l'île de Tanguethen, dans la rade de Lorient. Les moines y fondèrent un prieuré et construisirent, sur la colline ou le tumulus de l'île, une chapelle en l'honneur de l'archange saint Michel.
Bientôt, l'île perdit son ancien nom et prit celui de Saint-Michel, qu'elle porte encore. Avec le temps, de nombreuses terres situées sur le continent furent données à ce prieuré et prirent le nom collectif des Montagnes. Elles comprenaient, au nord du Ter, les villages de Kergroix, Kerollé, Kerrivalan, Kermélo, Kervénanec, Kerledern, Kerdiret, et les Montagnes, et au sud, parallèlement à la mer, Quilisoy, Kerblaisy, Keriliou, Kerguelen, Kerlavret, Kergalan, Bouric et Lomener : c'est ce qu'indique une note des archives de la principauté de Guémené, de 1750 qui nous fournit l'état de la terre des Montagnes à cette époque,.
Le 9 décembre 1613, les religieux de Sainte-Croix de Quimperlé consentirent l'union du prieuré de Saint-Michel des Montagnes au collège de l'Oratoire de Nantes, moyennant une rente foncière de 50 livres par an. Pour comprendre ce consentement, il faut savoir que le prieuré, tombé en commende depuis plus d'un siècle, ne rapportait plus rien au monastère, et qu'une rente de 50 livres était au moins un dédommagement et un trait d'union avec le passé. Cette union fut sanctionnée par une bulle du 8 avril 1615.
Les nouveaux maîtres firent aveu au roi le 26 janvier 1636. Ils reconnurent tenir de lui l'île et la chapelle de Saint-Michel, contenant 6 journaux ; le domaine des Montagnes avec la chapelle de Saint-Christophe, la maison prieurale, le pourpris et la métairie, contenant, 22 journaux ; de plus, les fonds des tenues de Kergrois, Kerollé, Kerrivalan, Kermélo, Kervenanec, Kerdiret , Quilizoy , Kerblaisy , Kerhiliou , Kerguelen et Bourhic, contenant près de 700 journaux.
en 1757, les registres de capitation de l'évêché de Vannes (Registre de 1757 cote 21C180) détaillent le découpage administratif de la paroisse de Ploemeur alors composée de quinze frairies. Le village de Kerdiret était alors rattaché à la Frairie de Locunaulay. On peut y relever les personnes payant alors la capitation : Pierre MICHEL 12 livres 10 sols Cy ; la veuve de Jacques Le Gofhir et son gendre 9 livres 5 sols Cy et Jacques BOULBEN une livre Cy.
En 1812 le cadastre Napoléonien détaille la configuration du village de Kerdiret alors composé de dix bâtiments (une ferme, des granges et des longères habitées) : la ferme de Kerdiret appartient alors à Louis-Marie CAIGNEC (le), les deux longères qui lui font face à Jean Thomas CAIGNEC (le) son frère, les autres à Jérôme GOULIAN son beau frère.
Le village de Kerdiret est resté quasi exclusivement composé de terres agricoles et de fermes isolées jusqu'à la fin de la seconde guerre mondiale.

Kerdiret en 1812-1814

## Densification urbaine (seconde moitié duXXesiècle)
L'urbanisation de Kerdiret et des alentours débute en 1958 dans un contexte de crise du logement social, la loi sur les ZUP (Zones à urbaniser en priorité) donne aux communes des facilités pour acquérir des terrains agricoles en franges de ville pour le lancement d'opérations d'un grand nombre de logements. Dès lors, Lorient établit le périmètre de ses futures ZUP en 1962 dont celle de Lorient-Ploemeur (Kervénanec) dont la construction démarre en 1969 marque le point de départ de l'urbanisation du village qui intègre aujourd'hui le tissu urbain Lorientais.
Le 22 juin 2005, Marcel Rodriguez, adjoint délégué à l'urbanisme de Ploemeur délivre l'autorisation nécessaire à la construction du lotissement "Tall er Groise" comprenant 42 lots pavillonnaires sur les terres agricoles alors détenues par les familles Lemoing, Poguam et Kermagoret. Ces terres étaient exploitées pour la culture sous serre depuis le début des années 60 et jusqu'en 2001 et démantelées entre 2001 et 2004,,,.
En 2022 s'annonce la construction d'un nouveau lotissement pavillonnaire de 11 lots sur les toutes dernières anciennes terres agricoles vierges du quartier (parcelle CV 227), rue du village de Kerdiret derrière la ferme de Kerdiret à la suite de la vente à un promoteur immobilier par Brigitte le Moing.

## Monuments
Les vestiges de la croix de Kerdiret, croix de chemin érigée au XVIIe siècle sont aujourd'hui visibles au croisement de route carrefour D162 et rue Beaumont à Ploemeur.